# Ghost Machine
Ghost Machine es una película de ciencia ficción británica, dirigida por Chris Hartwill y basada en el guion del escritor Sven Hughes y Malachi Smyth. Es protagonizada por Rachael Taylor, Sean Faris, y Luke Ford.

## Trama
Dos técnicos pelean contra un espíritu que ha infectado su software militar.

## Elenco
- Sean Faris como Tom.
- Rachael Taylor como Jess.
- Luke Ford como Vic.
- Joshua Dallas como Bragg.
- Hatla Williams como Prisoner K.
- Sam Corry como Iain.
- Richard Dormer como Taggert.
- Jonathan Harden como Benny.

## Banda sonora
La banda sonora fue compuesta por Bill Grishaw.